# Alexandru Pantea
Alexandru Grigoraș Pantea (n. 11 septembrie 2003, București, România) este un fotbalist român, care joacă pe post de fundaș la FCSB în SuperLiga României. Pe plan internațional, are prezențe la națională pentru România Sub-19, România și România Sub-21.

## Statisticile carierei

### Club
La 12 iulie 2020.
| Club  | Sezon   | Ligă    | Ligă    | Ligă   | Cupă    | Cupă   | Continental | Continental | Altele  | Altele | Total   | Total  |
| Club  | Sezon   | Divizia | Meciuri | Goluri | Meciuri | Goluri | Meciuri     | Goluri      | Meciuri | Goluri | Meciuri | Goluri |
| ----- | ------- | ------- | ------- | ------ | ------- | ------ | ----------- | ----------- | ------- | ------ | ------- | ------ |
| FCSB  | 2019-20 | Liga I  | 4       | 0      | 3       | 0      | -           | -           | -       | -      | 7       | 0      |
| FCSB  | 2020–21 | Liga I  | 1       | 0      | 0       | 0      | 1           | 0           | 0       | 0      | 2       | 0      |
| Total | Total   | Total   | 5       | 0      | 3       | 0      | 1           | 0           | -       | -      | 9       | 0      |

## Palmares

### Club
FCSB
- Cupa României : 2019–2020
- Superliga României: 2023-2024; 2024-2025